# Бровцево
Бро́вцево, Бро́вцева (тат. Бура аул) — упразднённая деревня в Кривошеинском районе Томской области. Располагалась на территории современного Кривошеинского сельского поселения.

## География
Стояла на острове на реке Обь.

## История
Исторический населённый пункт южных селькупов (предположительно, группа пайкум или тюйкум). Коренные жители — селькупы Карнаевы, Индаевы, Ишкины. В 1897 г.: 18 хозяйств — 54 селькупа и 32 русских. Населённый пункт относился к Больше-Провской инородческой волости со значительным селькупским населением.
В 1740 году немецкий историк Г. Ф. Миллер писал о деревне в «Путешествии по воде вниз по Томи и Оби от Томска до Нарыма. 1740 год» следующее:
Провские юрты, по-татарски Бура-аул, на восточном берегу, прямо напротив предыдущей речки. Имеет 4 юрты, относящиеся к Большой Провской волости.

Тюркизированное население юрт относится к томским карагасам, этнической группе, близкой по культуре к южным селькупам и имеющей с ними общую идентичность "остяки". Существуют свидетельства сохранения особого южносамодийского языка у томских карагасов вплоть до середины XX в.